# Коровин, Иван Михайлович
Иван Михайлович Коровин (1868, Москва — 1927, Москва) — московский предприниматель, купец 2-й гильдии, представитель известного московского купеческого рода, домовладелец. На свои средства Иван Михайлович построил в Москве ряд доходных домов, многие из которых можно видеть до сих пор.

## Биография
Иван Михайлович Коровин родился в 1868 году в семье Михаила Емельяновича Коровина.
На свои средства Иван Михайлович построил в Москве ряд доходных домов, многие из которых можно видеть до сих пор. Например:
- Доходный дом И.М. Коровина, ул. Петровка, дом № 19.;
- Тверской бульвар, дом № 9, 1906 г., архитектор И. Г. Кондратенко, заявленный объект культурного наследия[1].
- Сивцев Вражек, 23/14. Построен дом в 1903 году по проекту архитектора Ивана Гавриловича Кондратенко[2],  памятник архитектуры (вновь выявленный объект) — ансамбль жилых домов «На Сивцевом Вражке» (нач. XX в., 1930-е, архитекторы И. Г. Кондратенко, Н. И. Жерихов, Д. С. Лебедев, Н. А. Ладовский (?))[3].
- и другие.

После 1917 года — учитель.
Скончался Иван Михайлович в 1927 году. Похоронен в Москве на Новодевичьем кладбище, 1-й участок, 13-й ряд, место № 3.

## Семья
- Отец: Михаил Емельянович Коровин
- Дочь: Мария Ивановна Коровина

Иван Михайлович — неполнородный брат Алексея Михайловича Коровина (отца художника Константина Коровина); Марии Михайловны Ершовой и Авдотьи Михайловны Вяземской.